# Hearing Research
Hearing Research is een internationaal, aan collegiale toetsing onderworpen wetenschappelijk tijdschrift op het gebied van de audiologie. De naam wordt in literatuurverwijzingen meestal afgekort tot Hear. Res. Het wordt uitgegeven door Springer Science+Business Media en verschijnt 24 keer per jaar.